# Stanko Prek
Stanko Prek, slovenski skladatelj, kitarist in glasbeni pedagog, * 12. marec 1915, Solkan, † 16. avgust 1999, Ljubljana.
Bil je prvi slovenski kitaristični koncertant. Bil je pionir slovenske kitarske pedagogike in skladatelj, predvsem komornih in vokalnih skladb. Učencem glasbenih šol je poznan tudi kot avtor priročnika Teorija glasbe.